# Varz Chasma
Varz Chasma is een kloof op de planeet Venus. Varz Chasma werd in 1985 genoemd naar Varz, godin van de maan in de cultuur van de Lezgiërs.
De kloof heeft een lengte van 346 kilometer en bevindt zich in het quadrangle Fortuna Tessera (V-2).